# Rechmaya
Rechmaya est un village libanais situé dans la montagne du Chouf, district d'Aley. Béchara el-Khoury, premier président libanais y est né là-bas.

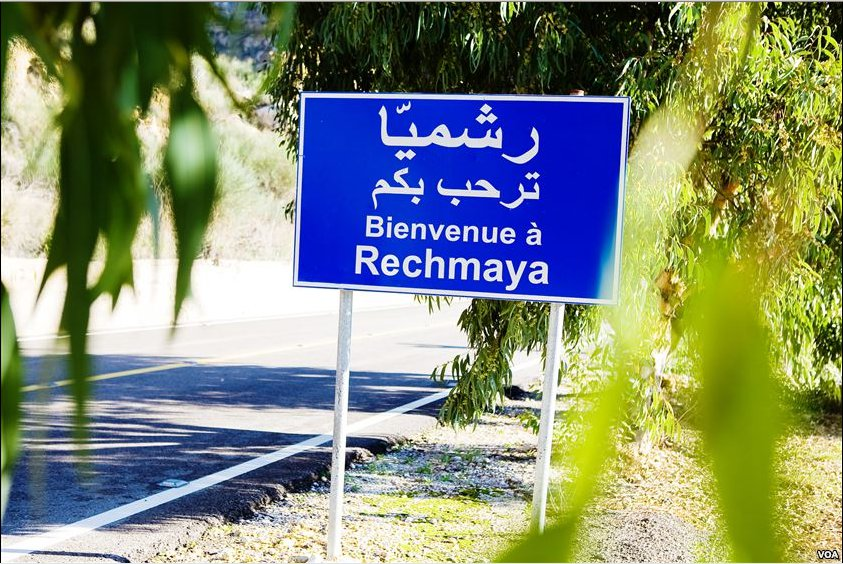